# Philip J. Klass
Ne pas confondre avec Philip Klass, écrivain américain, connu sous le nom de plume de William Tenn
Philip J. Klass (Des Moines (Iowa), 8 novembre 1919 - Cocoa (Floride), 9 août 2005) est un journaliste de l'aviation et chercheur sceptique américain, membre de la cellule « phénomène ovni » du Committee for Skeptical Inquiry.

## Biographie
Il a publié principalement sur le phénomène ovni et a été un des principaux critiques de l'hypothèse extraterrestre du phénomène ovni. Il a été, de son vivant, le plus grand ufosceptique au monde et qualifié de debunker (« déboulonneur »). Il a travaillé sur l'incident de Roswell, l'incident de Lakenheath, l'enlèvement de Travis Walton, entre autres affaires. 
Il a rédigé des articles pour Aviation Week & Space Technology, Astronomy Magazine, Skeptical Inquirer et The UFO Invasion.

## Règle explicative générale des vagues d'ovnis
Il a proposé une règle explicative générale des vagues d'ovnis: « Lorsque la couverture médiatique conduit le public à croire qu'il y a des ovnis dans les environs, il y a de nombreux objets naturels ou artificiels qui, particulièrement lorsqu'ils sont vus la nuit, peuvent prendre des caractéristiques inhabituelles dans l'esprit d'un observateur plein d'espoir. Leurs observations d'ovnis s'ajoutent en retour à l'excitation de masse, ce qui encourage encore plus de témoins à chercher à voir des ovnis. Cette situation se nourrit d'elle-même jusqu'à ce que les médias perdent leur intérêt pour le sujet, et alors le phénomène retombe ».

## Les cas d'ovnis expliqués par Philip J. Klass
- L'incident de Lakenheath, expliqué par l'intrusion de météores appartenant à l'essaim des Perséides[4].
- L'enlèvement de Travis Walton, astucieuse mise en scène imaginée par Michael Rogers, employeur de Travis Walton, qui était dans l'impossibilité d'honorer le contrat pour lequel il s'était engagé. La date butoir approchait et il lui restait encore plusieurs hectares de bois à abattre. Il faut savoir qu'aux États-Unis un contrat peut être dénoncé si le travail s'effectue dans des conditions de sécurité inacceptables. Le prétendu enlèvement fournissait donc à Michael Rogers un motif juridiquement valable pour rompre son contrat[5].

## La malédiction des ovnis
Avant de mourir, Philip J. Klass, en guise d'adieu aux ovnilogues et amateurs d'ovnis, leur dédia cette malédiction, publiée dans Moseley's newsletter (Saucer Smear, October 10, 1983) : 

« Aux ovnilogues qui me critiquent en public, ... où qui vont jusqu'à nourrir des pensées peu amènes à mon égard en privé, je lègue par la présente 
La MALÉDICTION DES OVNIS :
Aussi longtemps que vous vivrez, vous n'en saurez jamais plus sur les ovnis que ce que vous en savez aujourd'hui. Vous n'en saurez jamais plus sur ce que sont véritablement les ovnis ni d'où ils viennent. Vous n'en saurez jamais plus sur ce que le gouvernement américain sait véritablement sur les ovnis que ce que vous en savez aujourd'hui. Quand vous serez sur votre lit de mort, vous serez aussi déconcertés à propos des ovnis que vous l'êtes aujourd'hui et vous vous rappellerez cette malédiction. »